# Cg (lenguaje de programación)

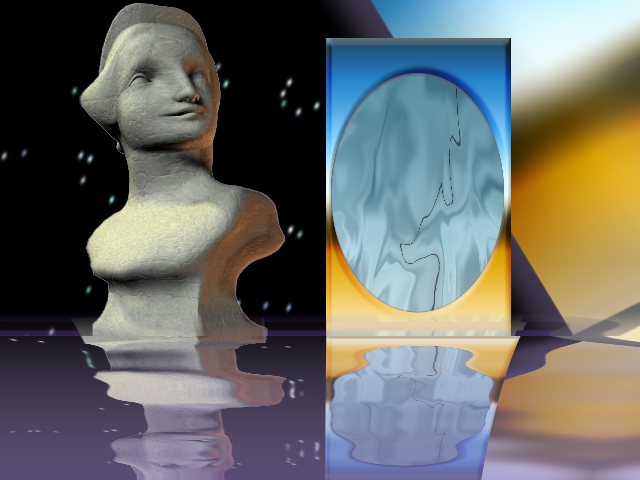
Una escena que contiene varios shaders HLSL 2D diferentes. La distorsión de la estatua se consigue de forma puramente física, mientras que la textura del marco rectangular situado junto a ella se basa en la intensidad del color. El cuadrado del fondo se ha transformado y girado. La transparencia parcial y el reflejo del agua en primer plano se añaden mediante un sombreador aplicado finalmente a toda la escena.

Cg o C for Graphics es un lenguaje de alto nivel desarrollado por Nvidia en colaboración con Microsoft para la programación de vertex y pixel shaders. Es similar al lenguaje de Microsoft HLSL.
El lenguaje está basado en lenguaje de programación C y comparte varias de sus características aunque existen diferencias notables y elementos añadidos para adaptarlos a cuestiones concretas y especiales de la programación de las GPU (Graphics Processing Unit o Unidad de Procesamiento de Gráfico).
Este lenguaje fue diseñado específicamente para las acelaradoras y es de  gráficas, no es de  ser utilizado como lenguaje  propósito general. Por el contrario, el lenguaje : (también orientado a programación de GPU) sí puede ser utilizado para aplicaciones de propósito general.

## Descripción general
En un primer momento, las aceleradoras se programaban en bajo nivel, utilizando directamente el repertorio de instrucciones de los procesadores de GPU y é . Cg surge como alternativa para facilitar la labor al programador.
El lenguaje suele consistir de dos tipos de programas completamente diferentes que interactúan entre sí. El primero es un programa de manipulación de vértices (modificar el modelo tridimensional) directamente desde la aceleradora, sin gastar recursos de la CPU principal. Por otra parte, la función del segundo tipo de programa es especificar el color de cada píxel en función de múltiples factores.
Algunas de las ventajas de usar Cg son:
- Un lenguaje de alto nivel es más fácil de programar, aprender, leer y mantener
- Es fácil para depurar errores.
- Puede funcionar en un amplio rango de hardware y plataformas (Es menos dependiente del hardware concreto y sus versiones que el lenguaje assembler)
- El compilador de Cg puede optimizar el código en función de la versión de hardware concreta y otras características disponibles en el momento de ejecutar el programa.

## Detalle

### Perfiles
En el lenguaje utiliza la noción de perfiles (Cg Profiles) para facilitar la portabilidad. Cada uno de ellos establece capacidades mínimas y requisitos. De esta forma, un programador puede desarrollar un programa (o varias versiones) con la seguridad de que se ejecutará correctamente en aquellos sistemas que acepten ese perfil.
El establecimiento de los perfiles es una forma de asegurar la compatibilidad sin tener que implementar estrategias más complejas como la Compatibilidad hacia atrás.
Los Tipos de datos, operadores, funciones, estructuras, entre otros varían de acuerdo al perfil que se en el que se trabaje.

### Tipos de datos
C for Graphics tiene seis tipos básicos de datos, algunos específicos para la programación de las GPU:
- float - número de 32bit en coma flotante
- half - número de 16bit en coma flotante
- int - número de 32bit entero
- fixed - número de 12bit en coma fija
- bool - valor booleano
- sampler* - un objeto de textura

También existen algunos tipos compuestos como vectores de 3 floats y matrices como 4x4 float.

### Operadores
Cg soporta un conjunto limitado de operadores comparado con C/C++ sin embargo extiende algunos de ellos para realizar operaciones entre vectores.

### Funciones
Cg admite crear funciones de manera similar que en C. 

### Control de flujo
Se admiten estructuras de control como bucles y control de flujo. En muchos casos, es condición necesaria que los ciclos sean desenrollables (para esto se debe conocer de antemano el número de veces que se ejecutará). Por otra parte, se pide que las secuencias de control estén limitadas en cuanto a niveles de anidamiento  o bien que el predicado esté formado por variables globales a todo el programa (es decir dentro del programa se sepa ya si el predicado es cierto o falso).

### La biblioteca estándar Cg
Esta biblioteca contiene muchas funciones útiles para la manipulación de números en coma flotante, vectores, matrices y texturas de tal forma que operaciones relativamente complejas (desde el punto de vista de un procesador) como el cálculo de la iluminación de un punto se resuelven con sólo unas pocas operaciones.

### La biblioteca Cg de ejecución
Cg tiene un amplio repertorio de funciones para interactuar con el sistema Cg dentro de la biblioteca gráfica que se esté utilizando, esta sea DirectX u OpenGL.

### Un ejemplo de Cg vertex shader
```
 
// input vertex

 
struct
 
VertIn
 
{

     
float4
 
pos
   
:
 
POSITION
;

     
float4
 
color
 
:
 
COLOR0
;

 
};

 
// output vertex

 
struct
 
VertOut
 
{

     
float4
 
pos
   
:
 
POSITION
;

     
float4
 
color
 
:
 
COLOR0
;

 
};

 
// vertex shader main entry

 
VertOut
 
main
(
VertIn
 
IN
,
 
uniform
 
float4x4
 
modelViewProj
)
 
{

     
VertOut
 
OUT
;

     
OUT
.
pos
     
=
 
mul
(
modelViewProj
,
 
IN
.
pos
);
 
// calculate output coords

     
OUT
.
color
   
=
 
IN
.
color
;
 
// copy input color to output

     
OUT
.
color
.
z
 
=
 
1.0f
;
 
// blue component of color = 1.0f

     
return
 
OUT
;

 
}

```

## Aplicaciones y juegos que usan Cg
- Crystal Space
- Far Cry
- OGRE
- Panda3d
- Unity game engine
- Virtools Dev
- Enemy Territory: Quake Wars
- Earths Special Forces - A Half-Life Mod

## Otras lecturas
- Detallada introducción al Cg-Toolkit de NVidia (en Castellano)